# Helios Airways

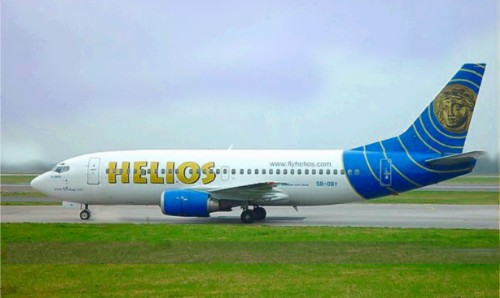
Boeing 737-300 авіакомпанії Helios Airways на їзді в лондонському аеропорту Лутон, 2004 рік

Helios Airways — колишня бюджетна авіакомпанія Кіпру зі штаб-квартирою у місті Ларнака, що виконувала регулярні пасажирські перевезення між Кіпром та аеропортами Європи. Головний транспортний вузол (хаб) авіакомпанії перебував у Міжнародному аеропорту Ларнака.
Helios Airways припинила операційну діяльність 6 листопада 2006 року після того, як банківські рахунки авіакомпанії були заморожені за розпорядженням уряду країни.

## Історія
Helios Airways була створена 23 вересня 1998 року і стала першою приватною авіакомпанією Кіпру, яка належала кіпрській офшорній групі «TEA», що спеціалізується на здачі в операційний лізинг літаків Boeing 737 авіакомпаній по всьому світу. 15 травня 2000 року виконаний перший чартерний рейс в лондонський аеропорт Гатвік. Спочатку Helios Airways працювала тільки на чартерних перевезеннях, а з 5 квітня 2001 року ввела в польотний розклад і регулярні комерційні маршрути. У 2004 році авіакомпанія була придбана холдинговою групою Libra Holidays, який розташовувався в місті Лімасол.
14 березня 2006 року керівництвом Helios Airways було заявлено про зміну назви авіакомпанії на αjet і відходу з ринку регулярних пасажирських перевезень. 30 жовтня того ж року αjet оголосила про припинення всіх перевезень протягом наступних дев'яноста днів, після чого уряд країни вимагав негайно оплатити всі борги, що утворилися в результаті діяльності авіакомпанії. Крім того, приватні кредитори зажадали розрахунків за запозиченнями у готівковій формі з кожної операції і з кожного рейсу, що виконується αjet. Після пред'явлення таких вимог керівництво авіакомпанії заявило про повне припинення всієї діяльності з 31 жовтня 2006 року. Тим не менш, авіаперевезення тривали і далі. 31 жовтня 2006 року вебсайт компанії опублікував заяву керівництва αjet про те, що уряд Кіпру «незаконно затримав літак авіакомпанії і заморозив її банківські рахунки», і що ці дії знаходяться в прямому протиріччі з виграної апеляцією αjet в окружному суді і наносить істотний фінансовий збиток авіакомпанії».
З 1 листопада 2006 року всі польоти αjet були припинені, а більшість рейсів авіакомпанії були віддані нині неіснуючому чартерному авіаперевізнику XL Airways UK. Згідно з коментарями керуючого холдингу Libra Holidays рішення про закриття авіакомпанії було прийнято внаслідок поганих фінансових результатів діяльності перевізника та тиску з боку його кредиторів.

## Флот
За станом на кінець операційної діяльності повітряний флот авіакомпанії складався з таких літаків:
- 2 × Boeing 737-800

### Виведений з експлуатації флот
У різний час авіакомпанія експлуатувала наступні типи літаків:
- 1 × Airbus A319-112 (2005) — лізинг з авіакомпанії Air Lotus
- 1 × Boeing 737-300 (2004-2005)
- 1 × Boeing 737-400 (2000-2001)

## Авіаподії і нещасні випадки
- 14 серпня 2005 року літак Boeing 737-300, що слідував рейсом 522 за маршрутом Ларнака - Афіни - Прага розбився недалеко від Афін. Причиною стала розгерметизація. Із-за неї пасажири та члени екіпажу загубили свідомість. Єдиним хто був при свідомості, так це один з бортпровідників Андреас Продрому. Він спробував взяти управління на себе, але до того моменту літак виробив все авіаційне пальне і впав в гірській місцевості. Літак впав неподалік від селища Граматика, в 40 кілометрах на північ від Афін. Загинули всі хто перебував на борту 115 пасажирів і 6 членів екіпажу[7].